# John Dugdale (homme politique travailliste)
Pour les articles homonymes, voir John Dugdale.
John Dugdale (16 mars 1905 - 12 mars 1963) est un journaliste et homme politique britannique. Bien lié à l'establishment du Parti travailliste, il est secrétaire privé de Clement Attlee et est nommé ministre dans son gouvernement d'après-guerre.

## Début de carrière
Dugdale est issu d'une famille de la classe supérieure, le seul fils du colonel Arthur Dugdale qui est commandant du Queen's Own Oxfordshire Hussars pendant la Première Guerre mondiale. Il est également le cousin germain du député conservateur Thomas Dugdale, qui est ministre de l'Agriculture des Pêcheries et de l'Alimentation de 1951 à 1954. Il étudie au Wellington College, puis à Christ Church, à Oxford. En quittant Oxford, Dugdale rejoint le service diplomatique et est nommé à Pékin en tant qu'attaché à l'ambassade britannique.

## Journalisme et politique
Cette vie ne lui convenait pas et Dugdale se lance alors dans le journalisme. Il est correspondant du Times sur le fleuve Yangtze pendant les troubles de 1930. Aux élections générales de 1931, Dugdale se présente dans la circonscription de Leicester South comme candidat du parti travailliste. Il est nommé secrétaire privé parlementaire par Clement Attlee, qui est chef adjoint du Parti travailliste en grande partie par le fait d'être le seul ancien ministre à survivre aux élections.

## Gouvernement local
Il est élu au London County Council en 1934 d'Islington Southet devient vice-président de l'Association of Municipal Corporations. Aux élections générales de 1935, il tente à nouveau d'entrer au Parlement, cette fois pour Cardiff Central, mais est de nouveau battu. Il participe à une élection partielle à York en 1937. Dugdale épouse Irene Haverson, petite-fille de George Lansbury, en décembre 1938.

## Entrée au Parlement
Dugdale démissionne de son poste de secrétaire d'Attlee et s'enrôle dans l'armée pendant la Seconde Guerre mondiale et est officier. Il édite un livre des discours d'Attlee intitulé The Road to War qui est publié en 1940. Cependant, lorsque le député travailliste de West Bromwich Frederick Roberts démissionne en raison de problèmes de santé, Dugdale est choisi pour le remplacer et il est élu sans opposition lors de l'élection partielle d'avril 1941.
En décembre 1941, Dugdale est l'un des organisateurs d'une rébellion travailliste à la Chambre des communes à propos du service national. Son groupe dépose un amendement insistant sur le fait que le service national dans l'industrie devrait se produire en conjonction avec la nationalisation des industries impliquées dans l'effort de guerre. Les whips travaillistes n'ont pas appuyé l'amendement. En 1942, il fait partie d'un groupe multipartite qui fait pression pour une ouverture plus large des cinémas et des théâtres le dimanche, dénonçant la campagne de la Lord's Day Observance Society. Il s'intéresse également à la Chine, devenant secrétaire du Groupe multipartite sur la Chine lors de sa formation en 1943.

## Gouvernement
Au cours des derniers mois de la guerre, Dugdale est le secrétaire parlementaire privé de Clement Attlee. Lorsque Attlee forme son gouvernement après les élections générales de 1945, Dugdale est nommé secrétaire parlementaire et financier de l'Amirauté. Le poste implique de nombreux déplacements pour visiter les bases de la Royal Navy qui sont dispersées à travers le monde. Sa santé n'a pas toujours été bonne pendant son mandat. En 1949, il est nommé au Conseil privé.
Lors d'un remaniement en février 1950, Dugdale est nommé ministre d'État au ministère des Colonies. Il soutient la lutte contre les insurgés communistes dans la fédération de Malaisie. Au cours de l'été 1950, il effectue une tournée en Afrique de l'Est, visitant notamment le projet d'arachide du Tanganyika.

## porte-parole de l'opposition
Lorsque le Parti travailliste entre dans l'opposition en 1951, Dugdale est porte-parole des affaires coloniales. Il s'oppose au projet d'unir la Rhodésie du Nord, la Rhodésie du Sud et le Nyassaland. En 1956, il pose des questions au Parlement sur la mort mystérieuse de Lionel Crabb, qui a disparu alors qu'il était apparemment en mission de renseignement pour espionner un navire de guerre soviétique en visite. En 1958, Dugdale se présente pour le cabinet fantôme, mais termine en bas du scrutin avec seulement 36 voix. Il continue à voyager, avec une visite en Ouganda en 1959, au cours de laquelle il s'oppose à la politique du gouvernement de réserver des sièges au Parlement ougandais pour la minorité indienne après l'indépendance, qu'il impute aux troubles civils dans la colonie.
Après les élections générales de 1959, Dugdale s'oppose à ceux qui prétendent qu'une promesse de nationalisation avait coûté des voix au Parti travailliste. Fin 1959, il est l'un des premiers à appeler au boycott du cricket en Afrique du Sud jusqu'à la fin de la politique d'apartheid. Lorsqu'il remporte une place dans le scrutin pour les projets de loi d'initiative parlementaire en novembre 1960, il présente un projet de loi visant à rendre les conditions des animaux de ferme plus humaines, bien qu'il ait échoué.
La profonde croyance de Dugdale dans le Commonwealth l'amène à s'opposer à la demande du gouvernement Macmillan d'adhérer à la Communauté économique européenne. Il exige que Macmillan accepte la démission du Premier Lord de l'Amirauté sur l'affaire d'espionnage Vassall. Alors qu'il s'exprime sur les estimations de la défense à la Chambre des communes le 11 mars 1963, Dugdale tombe malade et est transporté d'urgence à l'hôpital. Il est mort pendant la nuit.
Il avait un certain degré de surdité ou de perte auditive après une maladie infantile, et en 1959, il cofonde la Commonwealth Society for the Deaf, maintenant Sound Seekers avec Lady Edith Templer, épouse de Gerald Templer ,.